# 全天域電影
全天域電影（IMAX Dome，原稱OMNIMAX）是一種適合在半球形銀幕（例如：天文館或太空館圓頂）播放的IMAX電影系統。相較於一般電影有較好的立體感，經常用於自然景觀或天文方面影片的製作。